# Tepui-tinamoe
De tepui-tinamoe (Crypturellus ptaritepui) is een vogel uit de familie tinamoes (Tinamidae). De wetenschappelijke naam van de soort is voor het eerst geldig gepubliceerd in 1945 door Zimmer en William Henry Phelps.

## Beschrijven
De tepui-tinamoe wordt ongeveer 22 cm groot. De rug en vleugels zijn donkerbruin, de buik en borst grijs of bruin. De poten zijn rood.

## Voedsel
De tepui-tinamoe eet vooral vruchten van de grond of van lage struiken, maar ook bloemen, bladeren, zaden, wortels en ongewervelden.

## Voortplanting
Het mannetje paart met ongeveer vier vrouwtjes, die de eieren in een nest in dicht struikgewas. Daarna broedt het mannetje de eieren uit en voedt hij de jongen op. Na 2-3 weken zijn de jongen volwassen.

## Voorkomen
De soort is endemisch in Venezuela.

## Beschermingsstatus
Op de Rode Lijst van de IUCN heeft de soort de status niet bedreigd.